# Sören Hansen
Sören Hansen, född 29 januari 1944 i Solna församling, Stockholms län, död 11 april 2017 i Kungsholmens distrikt, Stockholms län, var en svensk musiker och sångare.
Hansen spelade till att börja med congas på inspelningar med Jan Hammarlund och Mikael Ramel (1972) och i musikprojektet Tillsammans (1973). År 1978 utgav han i eget namn musikalbumet I kväll (Mistlur Records MLR-5), på vilket han sjöng med en stämma som påminner om John Holm. På detta album spelade Hansen även gitarr, keyboards och autoharpa. På albumet medverkade även Thomas Almqvist (gitarr, bas, keyboards), Stefan Lund (bas), Gunnar Wennerborg (trummor) och, i två låtar, Mikael Ramel på gitarr. Hansen är begravd på Katarina kyrkogård i Stockholm.